# Sögtrop
Sögtrop ist ein Ortsteil der Stadt Schmallenberg in Nordrhein-Westfalen.

## Geografie

### Lage
Der Ort liegt rund 8 km nördlich von Bad Fredeburg in einer Höhe von 383 ü.NN. In der Ortsmitte fließt der Bach Grassiepen in den Rarbach. Das Dorf ist Großteils vom Landschaftsschutzgebiet Offenlandbereiche um Sögtrop umgeben.

### Nachbarorte
Angrenzende Orte sind Mönekind, Kirchrarbach, Landenbeck und Herhagen.

## Geschichte
Der Name Sögtrop setzt sich aus den mundartlichen Wörtern „Sög“ (für Sau) und „Trop“ (für Dorf) zusammen. Sögtrop wurde erstmals 1225 in einer Urkunde erwähnt. Der Ort war Adelssitz der Herren von Sögtrop (damals von Söchtrop), die hier auf einer kleinen Burg gelebt haben. Zur damaligen Zeit stiften die Herren von Hanxleden und die Herren von Sögtrop eine Pfarrstelle. Die Pfarrstelle (heute Kirchrarbach) entstand an den Gutgrenzen am Rarbach. Frühe Anhaltspunkte über den Namen Sögtrop (damals Seuchtrop) ergeben sich aus einem Schatzungsregister (diente der Erhebung von Steuern) für das Jahr 1543. Demnach gab es in dem Ort Sögtrop 3 Schatzungspflichtige.
Das Geschlecht der Herren von Sögtrop starb 1694 aus. Nachfolgend erwarb eine Familie von Rietesel die Burg, die sich nun auch „von Sögtrop“ nannte. Das Gut wurde später an eine bürgerliche Familie verkauft. Nach 1900 standen noch Teile der Burg. Vermutlich wurden die Burgreste in das heutige Haus Wüllner (genannt Borg) mit einbezogen.
Sögtrop gehörte bis zur kommunalen Gemeindereform zur Gemeinde Rarbach. Am 1. Januar 1975 wurde Sögtrop ein Ortsteil der neuen Stadt Schmallenberg.
Im Jahr 2018 wurde das Dorf Landessieger im Wettbewerb „Unser Dorf hat Zukunft“. Sögtrop nahm deshalb auch 2019 am Bundeswettbewerb „Unser Dorf hat Zukunft“ teil und konnte sich hier die Silbermedaille sichern.

## Religion
Im Dorf steht die St. Blasius Kapelle. Die Kapelle soll im 13. Jahrhundert im Besitz der Herren von Sögtrop gewesen sein. Im Jahr 1889 errichtete man den Kreuzweg. Die alte baufällige Kapelle wurde 1930 abgerissen. An gleicher Stelle errichtete man ein neues Gotteshaus. Die neue Kapelle wurde am 1. Dezember 1931 eingeweiht und in den Jahren 1991/92 renoviert.

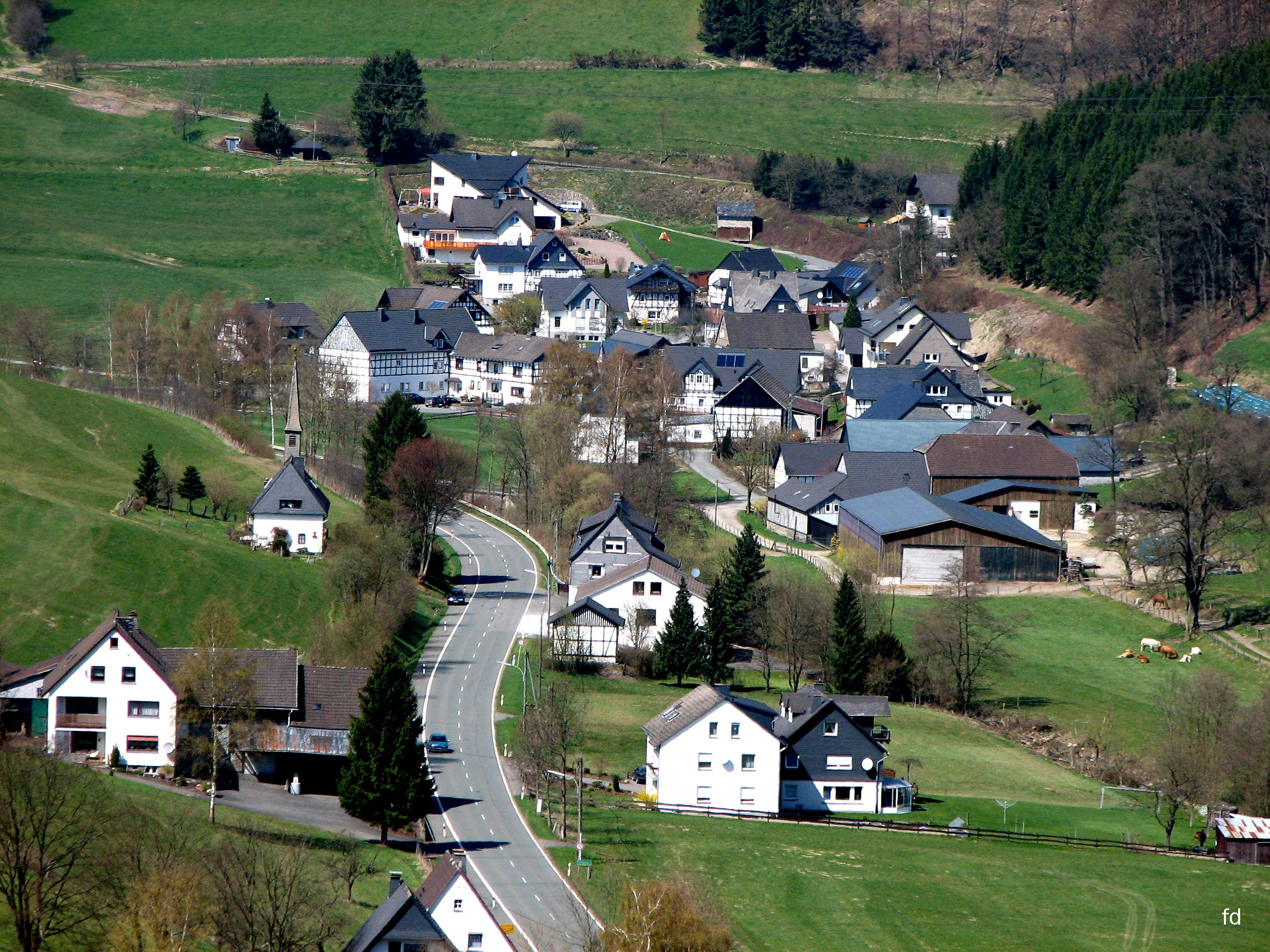
Sögtrop, ehemalige evangelische Kapelle (links)

Die Evangelische Filialgemeinde Kirchrarbach erbaute in den Jahren 1951/52 in Sögtrop eine Filialkapelle. Die Kapelle wurde am 1. November 1952 eingeweiht. In den Folgejahren verließen zahlreiche evangelischer Familien die Gemeinde. Aufgrund dessen verkaufte die Gemeinde im Februar 1971 die Kapelle an die Christliche Pfadfinderschaft Gruppe Lünen. Das Gebäude wurde anschließend zu einem Wohnhaus umgebaut.